# David H. DePatie
 (juillet 2018).
David Hudson DePatie, ou simplement David H. DePatie, né le 24 décembre 1929 à Los Angeles et mort le 23 septembre 2021 à Gig Harbor, est un producteur de cinéma et de télévision américain.
Il est le dernier directeur responsable du studio original de bande dessinée de Warner Bros. Cartoons. Il a également créé DePatie-Freleng Enterprises et a été producteur délégué chez Marvel Productions.

## Biographie
Il commence sa carrière à la Warner Bros. dans les années 1960 puis aux côtés de Friz Freleng avec qui il crée la Panthère rose en 1964. Suite de la fermeture de la Warner en 1964, ils fondent DePatie-Freleng Entreprises, rachetée par Marvel en 1981.